# Milagro (альбом Santana)
Milagro — сімнадцятий студійний альбом гурту Santana, представлений у травні 1992 року. Назва платівки у перекладі із іспанської мови означає «диво». Це перший альбому колективу під лейблом Polydor після двадцяти двох років із Columbia Records. Альбом досяг 102 місця в американському чарті Billboard 200

## Композиції

### Огляд
Milagro — гідний альбом Сантани, але не такий сильний, як його ранні альбоми, наприклад альбом Supernatural, який отримав кілька премій Греммі. Більшість пісень пристойні, але нічого не виділяється, за винятком прекрасної балади «Somewhere in Heaven».
Гурт також виконує версію пісні Марвін Гей «Якраз так» — «Saja/Right On».

### Список
| #   | Назва                                | Автор                                  | Тривалість |
| --- | ------------------------------------ | -------------------------------------- | ---------- |
| 1.  | «Introduction»                       |                                        | 7:34       |
| 2.  | «Somewhere in Heaven»                |                                        | 9:59       |
| 3.  | «Saja/Right On»                      | Joe Roccisano/Earl DeRouen Marvin Gaye | 8:51       |
| 4.  | «Your Touch»                         |                                        | 6:34       |
| 5.  | «Life Is for Living»                 |                                        | 4:39       |
| 6.  | «Red Prophet»                        |                                        | 5:35       |
| 7.  | «Agua que va caer"»                  |                                        | 4:22       |
| 8.  | «Make Somebody Happy»                |                                        | 4:14       |
| 9.  | «Free All the People (South Africa)» |                                        | 6:04       |
| 10. | «Gypsy/Grajonca»                     |                                        | 7:09       |
| 11. | «We Don't Have to Wait»              |                                        | 4:34       |
| 12. | «A Dios»                             |                                        | 1:21       |

## Чарти
| Чарт (1992)                                  | Найвища позиція |
| -------------------------------------------- | --------------- |
| Австрія Austrian Albums (Ö3 Austria)         | 31              |
| Нідерланди Dutch Albums (MegaCharts)         | 51              |
| Німеччина German Albums (Offizielle Top 100) | 47              |
| Швейцарія Swiss Albums (Schweizer Hitparade) | 11              |
| США Billboard 200                            | 102             |